# Lisa Lichtfus
Lisa Lichtfus, née le 28 décembre 1999 à Aye en Belgique, est une footballeuse internationale belge qui joue au poste de gardienne de but au Havre AC.

## Biographie
Le 20 juin 2022, elle est sélectionnée par Ives Serneels pour disputer l'Euro 2022.
Le 11 avril 2023 elle obtient sa première titularisation avec les Red Flames lors d'un match amical qui oppose l'équipe nationale belge à la Slovénie (score 2-2).

## Palmarès
- Championnat de Belgique :
  - Championne (2) : 2016 et 2017.
  - Vice-championne de Belgique (2) : 2019 et 2020.
- Championnat de Belgique D2 :
  - Championne (1) : 2016.
- Coupe de Belgique :
  - Vainqueur (1) : 2018.
  - Finaliste (2) : 2019, 2020 (non jouée).
- Coupe de Belgique -16 ans :
  - Vainqueur : 2014.
  - Finaliste : 2015.

 Équipe de Belgique
- Pinatar Cup (1) :
  - Vainqueur : 2022.

## Distinctions individuelles
- Sparkle de la meilleure gardienne de Belgique (2) : 2017 et 2019